# Kaisa Mäkäräinen
Kaisa Leena Mäkäräinen (Ristijärvi, 11 de enero de 1983) es una deportista finlandesa que compitió en biatlón; campeona mundial en 2011.

## Trayectoria
Ganó seis medallas en el Campeonato Mundial de Biatlón entre los años 2011 y 2017.
Participó en tres Juegos Olímpicos de Invierno, entre los años 2010 y Pyeongchang 2018, ocupando el sexto lugar en Sochi 2014 (salida en grupo) y otro sexto lugar en Pyeongchang 2018 (relevo).
Se retiró de la competición en marzo de 2020. Posteriormente, trabajó como comentarista deportiva para la cadena finlandesa YLE. En 2022 fue elegida miembro del Comité Técnico de la Unión Internacional de Biatlón.
Fue nombrada «Deportista femenina del año» en su país en 2011. Recibió la Medalla Holmenkollen en 2018.
Estudió Física en la Universidad de Finlandia Oriental de Joensuu.

## Palmarés internacional
| Campeonato Mundial | Campeonato Mundial      | Campeonato Mundial | Campeonato Mundial |
| Año                | Lugar                   | Medalla            | Prueba             |
| ------------------ | ----------------------- | ------------------ | ------------------ |
| 2011               | Janty-Mansisk (Rusia)   | Medalla de oro     | Persecución        |
| 2011               | Janty-Mansisk (Rusia)   | Medalla de plata   | Velocidad          |
| 2012               | Ruhpolding (Alemania)   | Medalla de bronce  | Salida en grupo    |
| 2015               | Kontiolahti (Finlandia) | Medalla de bronce  | Individual         |
| 2016               | Oslo (Noruega)          | Medalla de bronce  | Salida en grupo    |
| 2017               | Hochfilzen (Austria)    | Medalla de bronce  | Salida en grupo    |